# Илава (Словакия)
И́лава (словац. Ilava, нем. Illau, венг. Illava) — город в западной Словакии, лежащий между горными массивами Белых Карпат и Стражовске-Врхи на реке Ваг. Население — около 5,5 тысяч человек.

## История
Впервые Илава упоминается в 1200 году, но предполагается, что крепость основали в XI—XII веках тамплиеры. В 1432 году войска короля сравняли Илаву с землёй за её помощь гуситам. В 1435 году король разрешает обновить город. Здесь расположена тюрьма для пожизненно осуждённых.

## Население
| Год:                | 1994 | 2004    | 2014    | 2024    |
| ------------------- | ---- | ------- | ------- | ------- |
| Количество человек: | 5472 | 5451    | 5479    | 5522    |
| Разница:            |      | −0,38 % | +0,51 % | +0,78 % |

## Достопримечательности
- Крепость
- Монастырь тринитариев